# Sperry Top-Sider
Sperry o Sperry-Top Sider es una marca original de zapatos náuticos diseñados en 1935 por Paul A. Sperry, hermano del escritor y dibujante Armstrong Sperry, cuyos libros a menudo aparecen un tema de la navegación a vela. Fueron los primeros zapatos náuticos introducidos en los mercados de navegación y calzado. Hoy en día la marca Sperry es propiedad de Wolverine World Wide y tiene su sede en Lexington, Massachusetts.

## Historia
En un día de invierno en Connecticut, Paul Sperry miraba que su perro, Prince, corrió alrededor del hielo y de la nieve. Él se dio cuenta de la habilidad de su perro para mantener la tracción en las superficies resbaladizas. El estudio del diseño de la pata de Prince inspiró al señor Sperry a crear el modelo "Razor Siping" en la suela del zapato náutico Sperry Top-Sider, presentado por primera vez en 1935.